# Wii Sports Club
Wii Sports Club (Wii スポーツ クラブ, Wī Supōtsu Kurabu) é um jogo eletrônico de esporte da Nintendo, lançado, inicialmente, via mídia digital para o Wii U. Ele consiste de remake do jogo Wii Sports, lançado em 2006 junto com o Wii. O jogo apresenta gráficos em alta definição, modo multijogador online e suporte ao Wii Remote Plus,[carece de fontes?] O primeiro conjunto de esportes - boliche e tênis - foi lançado no Japão em 30 de outubro de 2013, na Europa e América do Norte em 7 de novembro de 2013 na Austrália e Nova Zelândia em 8 de novembro de 2013. O golfe foi lançado mais tarde, logo depois de uma apresentação da Nintendo Direct em 18 de dezembro de 2013, enquanto beisebol e boxe foram lançados em 26 de junho de 2014, em todo o mundo.
Uma versão em mídia física foi lançada para todas as regiões em julho de 2014 que contém todos os cinco esportes. O jogo foi o último jogo da série Wii lançado no Wii U. O jogo recebeu críticas mistas a opiniões positivas dos críticos, que elogiaram os controles e adição do multijogador online mas criticaram o modelo de lançamento. Os críticos também acharam o jogo inferior ao Wii Sports Resort (2009).

## Desenvolvimento
O jogo foi anunciado na Nintendo Direct de 18 de setembro de 2013. As primeiras capturas de tela e vídeos de jogabilidade foram mostrados, juntamente com vários detalhes sobre novos recursos para os esportes. Foi detalhado que o jogo seria lançado com boliche e tênis, com outros do Wii Sports a serem lançados posteriormente. Todos os esportes podem ser alugados por um período de 24 horas em um "Day Pass" ou esportes individuais podem ser comprados diretamente por um preço mais alto. Uma avaliação gratuita de 24 horas é oferecida.